# 卡罗林斯卡学院

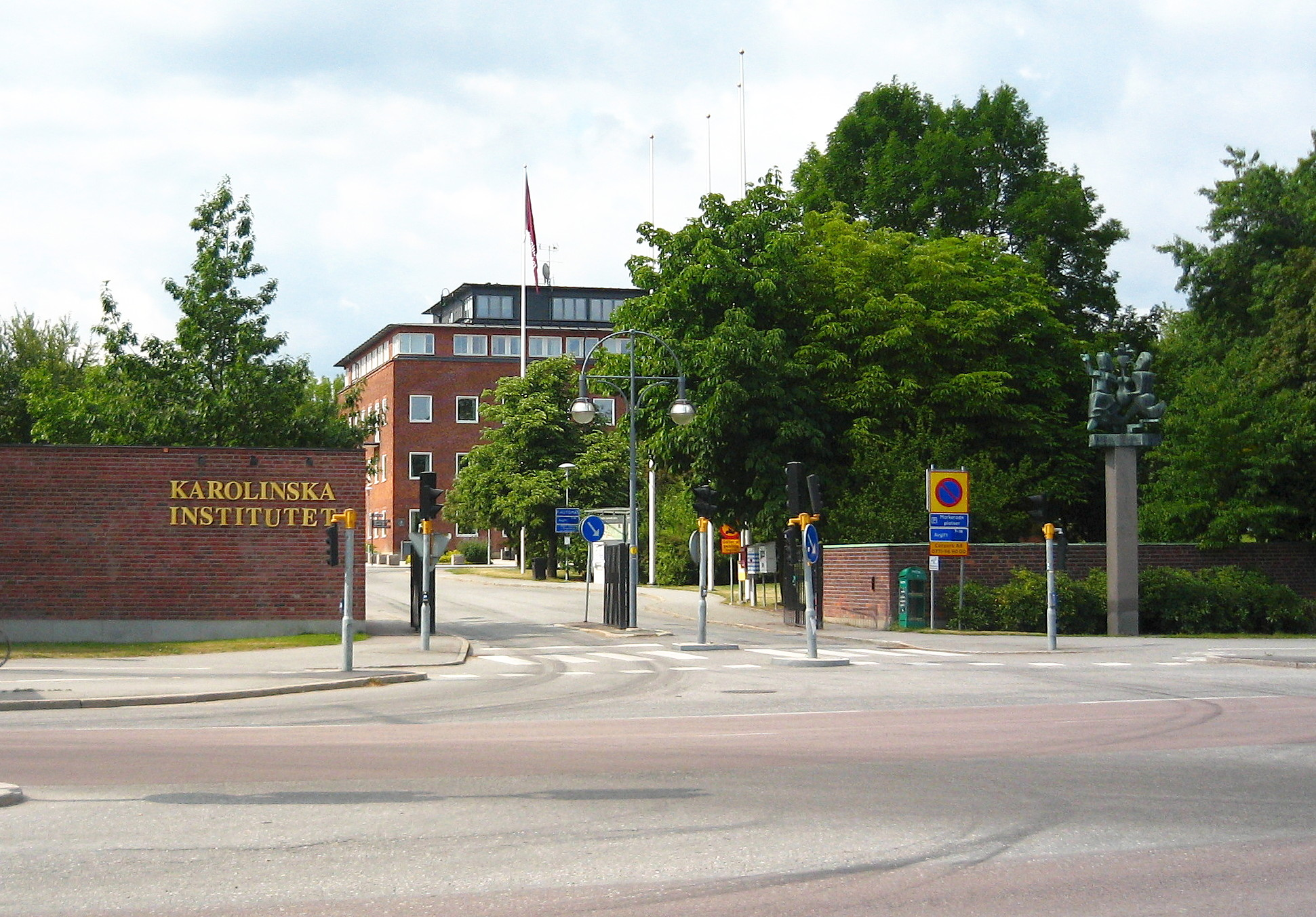
學院大門

卡罗林斯卡学院（瑞典語：Karolinska Institutet）又譯卡羅琳斯卡學院、卡羅琳學院或卡羅琳醫學院，是一所医学大學，位於瑞典首都斯德哥尔摩郊外的索爾納市，建立於1810年。卡羅林學院在全世界的高等教育中，是最大的一所單一醫學院，同時也是世界上最有威望的醫學院之一。學院中有一個委員會，專門负责颁发诺贝尔生理學或医学奖。 
與學院合作的卡羅林大學醫院，是瑞典最大的研究訓練中心之一，主導了全國30%的醫學訓練與40%的醫學學術研究。除此之外，這所學院也是歐洲研究型大學聯盟的成員。

## 校名由來
卡羅琳學院建立於1810年到1811年之間，當時是一所陸軍的外科訓練中心。原來的校名是「醫學外科學院」（Mediko-kirurgiska Institutet）。1871年，又將瑞典國王卡爾十二世軍隊的名字「卡爾軍」（Karoliner）加上，使校名成為「卡羅琳醫學外科學院」（Karolinska Mediko-kirurgiska Institutet）。到了1922年，才改成現今所稱的「卡羅琳學院」（Karolinska Institutet）。

## 著名人物
- 永斯·貝采利烏斯（Jöns Jakob Berzelius，1779年—1848年）為學院教授，他建立了現代化學命名法，是現代化學之父之一。他發現了許多化學元素，包括矽、硒、釷與鈰。
- 卡尔·莫桑德（英语：Carl Gustaf Mosander）（1792年—1858年）是貝采利烏斯的學生，也是其後继者。化學家，發現了鑭、鉺與鋱。
- 古斯塔夫·雷齐乌斯（英语：Gustaf Retzius）（1842年—1919年）於1877年到1890年擔任教授，解剖學家。
- 卡尔·梅丁（英语：Karl Oskar Medin）（1847年—1928年）於1883年到1914年擔任教授，小兒科醫師，以研究小兒麻痺症著名。
- 菲尔·埃德曼（英语：Pehr Edman）（1916年—1977年）化學家，1946年成為醫學博士，著名的研究是一種稱為埃德曼降解的化學反應。
- 拉斯·雷克塞尔（1907年—1986年）醫學家，發明放射線外科手術（英语：radiosurgery）與伽瑪刀（英语：Gamma Knife）。

### 諾貝爾生理學或醫學獎得主
- 1955年：西奧雷爾（Hugo Theorell，1903年—1982年）。
- 1967年：格拉尼特（Ragnar Granit，1900年—1991年）。
- 1970年：歐勒 （Ulf von Euler，1905年—1983年）。
- 1981年：威塞爾（Torsten Wiesel，1924年—）。
- 1982年：柏格斯壯（Sune Bergström，1916年—2004年）、薩穆埃爾松（1934年—2014年）。

### 諾貝爾化學獎得主
- 2015年：托馬斯·林達爾

## 系所與研究機構

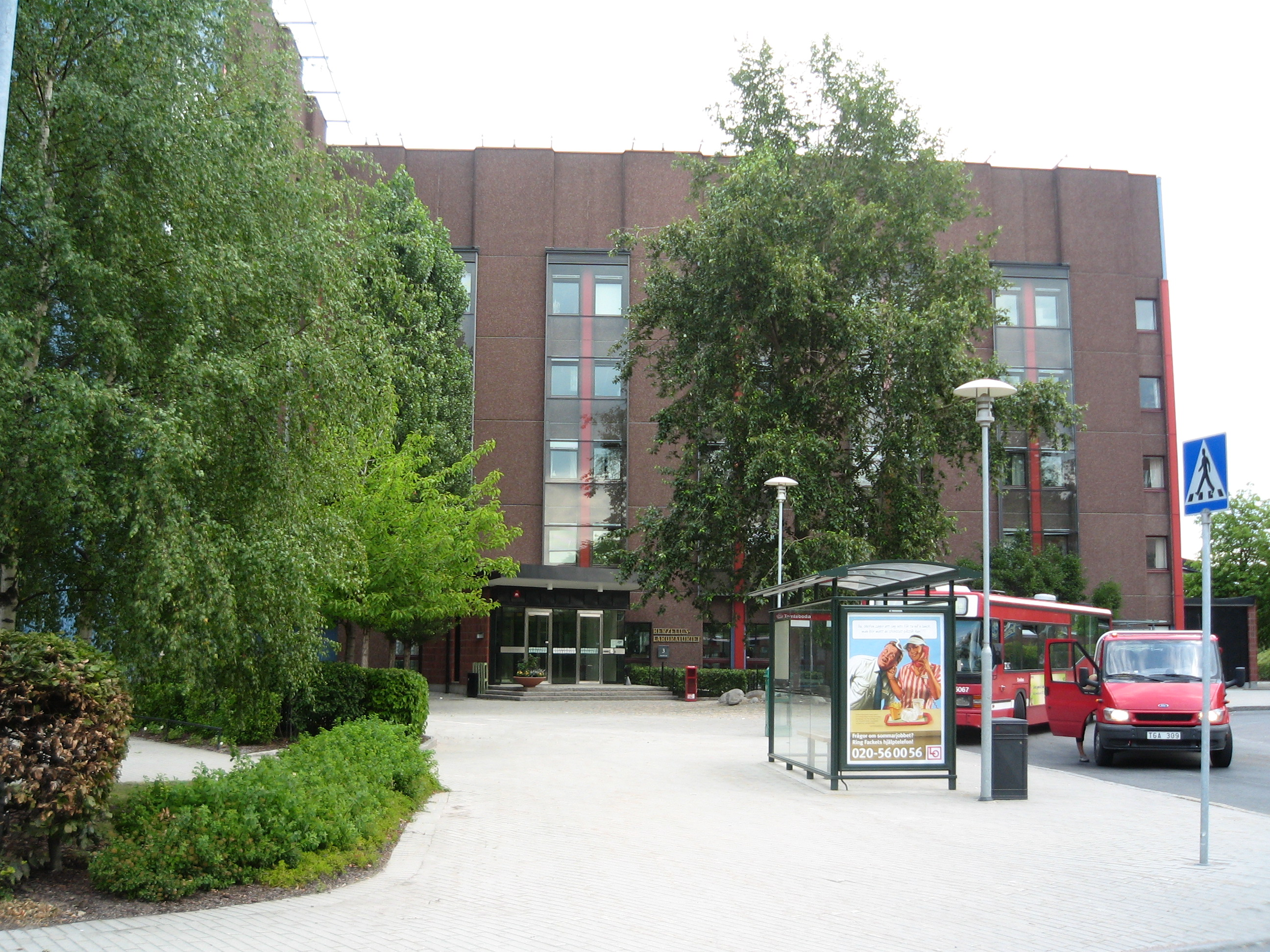
貝采利烏斯研究室

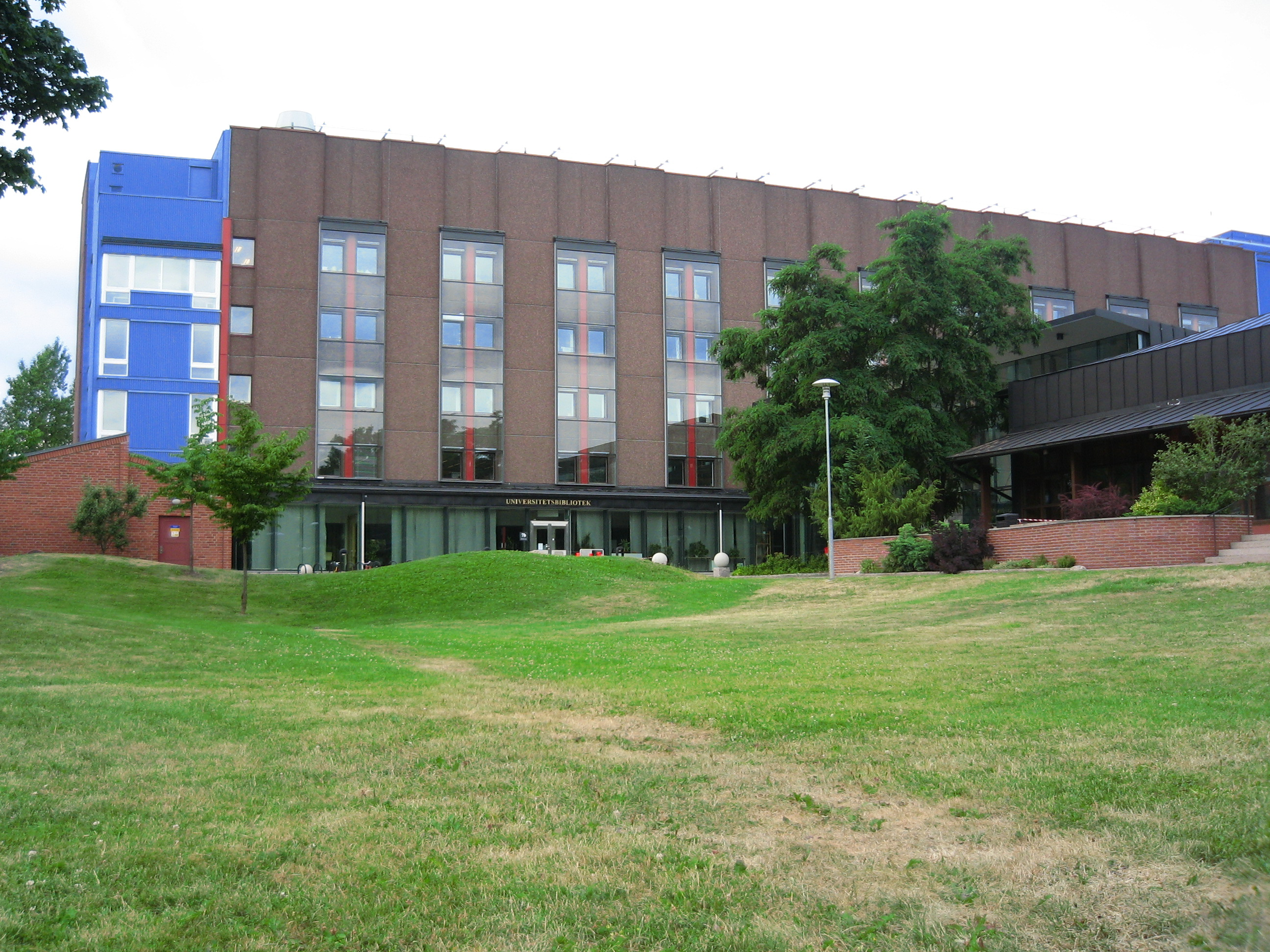
大學圖書館與貝采利烏斯研究室

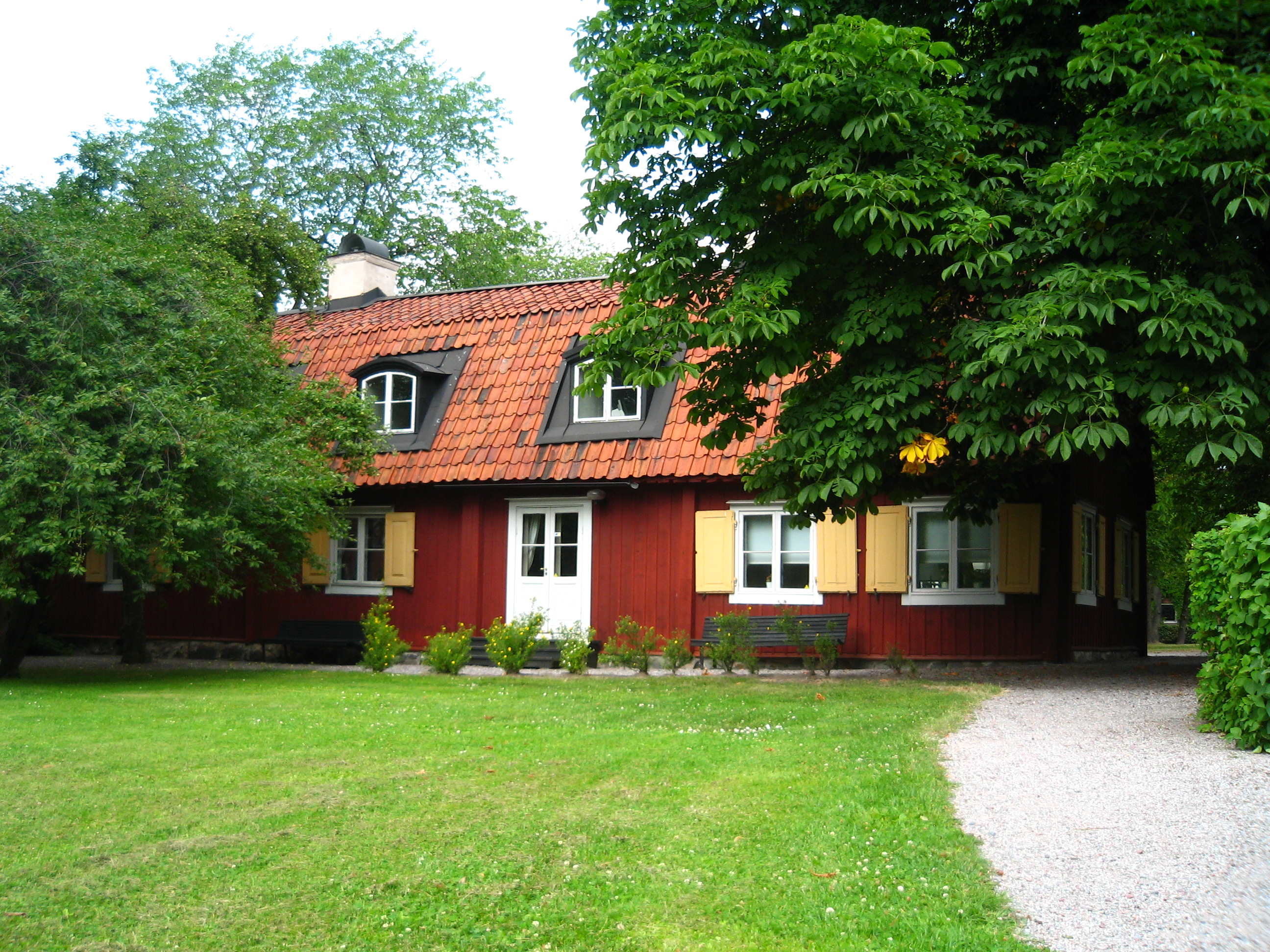
學校裡的舊房子

索爾納校區
- 細胞與分子生物學。
- 基因體學與生物資訊學中心。
- 環境醫學學院。
- 學習、資訊學、管理學與倫理學。
- 醫學生物化學與生物物理學。
- 醫學流行病學
- 微生物學與腫瘤生物學中心。
- 神經科學。
- 生理學與藥理學。

卡羅琳大學醫院與丹德呂德醫院——北卡羅琳學院
- 臨床神經科學。
- 丹德醫院。
- 醫院。
- 分子醫學。
- 腫瘤病理學。
- 公共健康科學。
- 外科科學。
- 婦女與幼童健康。

胡丁厄（Huddinge）校區與瑟德（Söder）醫院
- 生物科學。
- 外科科學中心。
- 臨床研究中心。
- 臨床科學。
- 醫學實驗室科學與科技。
- 醫學營養學。
- 醫學。
- 微生物學、病理學與免疫學。
- 神經科技（NEUROTEC）。
- 護理。
- 齒科。
- 瑟德醫院。

卡羅琳醫學院「劉鳴煒再生醫學中心」
2015年2月3日獲華人置業集團主席劉鳴煒捐贈五千萬美元（逾三億八千萬港元），在香港成立瑞典以外首個再生醫學中心，進行心臟衰竭、肝臟疾病及腦退化三領域的科研，重點研究包括以幹細胞技術重建受損組織。